# Con otra
«Con otra» es una canción interpretada por la cantante argentina Cazzu. Fue lanzada el 19 de marzo de 2025, a través de Dale Play Records y Rimas Entertainment, como el tercer sencillo de su cuarto álbum de estudio Latinaje (2025).

## Composición
El sencillo es definido como una canción de cumbia, que fue escrita por Cazzu junto a Nicolás Cotton, quien también se encargó de la producción musical, así como lo hizo con sus sencillos previos «La cueva» y «Dolce». «Con otra» posee pequeñas influencias del R&B latino y los primeros coros de la canción, como así también los sintetizadores evocan algunos elementos de las baladas latinas de la década del setenta. La letra de la canción cuenta la historia de un hombre infiel, que engañó a la artista con otra mujer con la cual ahora tiene una relación y le advierte a esta nueva pareja que le hará lo mismo que le hizo a ella.
A partir de esto, varios medios de comunicación relevantes especularon que la canción estaba dirigida a Christian Nodal y Ángela Aguilar. Sin embargo, Cazzu reveló en una entrevista con la revista GQ México & Latinoamérica que la canción no estaba dedicada a Nodal, sino que para escribirla se inspiró en sus comienzos en la industria musical y que su sencillo «La cueva» si fue compuesto a raíz de su ruptura con él.

## Recepción

### Comentarios de la crítica
En julio de 2025, «Con otra» fue elegida por la revista Billboard como la novena mejor canción latina de los primeros seis meses del año 2025. De esta manera, Isabela Raygoza de la misma revita destacó que «pocas canciones capturan el dolor de la traición con tanta precisión como “Con otra”» y por otra lado Cazzu «entrega versos [...] que golpean como una revelación silenciosa».

### Desempeño comercial
En su primer día de lanzamiento, «Con otra» logró ubicarse en la primera posición de las tendencias musicales de YouTube en 17 países de América Latina, lo que significó el mayor debut para una canción en solitario de una artista argentina femenina en la plataforma. En Argentina, el sencillo ingresó en el segundo puesto del Argentina Hot 100 de Billboard en la semana del 4 de abril de 2025, lo cual marcó la entrada más alta en el listado para la carrera de Cazzu. En la semana del 26 de abril, la canción llegó a la cima de la lista, donde se mantuvo por tres semanas consecutivas tras ser desplazada por «La plena (W Sound 05)» de W Sound, Beéle y Ovy on the Drums en la edición del 10 de mayo. No obstante, «Con otra» regresó a la primera posición durante la semana del 7 de junio y desde entonces se mantuvo allí por ocho semanas no consecutivas.
El sencillo también resultó ser un éxito comercial en las estaciones de radio, donde llegó al primer puesto en Bolivia, Costa Rica y Uruguay, según los informes de Monitor Latino. Por otra parte, la canción también tuvo un buen desempeño en las listas latinas de éxitos musicales de Estados Unidos, donde logró debutar en el puesto 36 del ranking Billboard Latin Airplay en la semana del 6 de abril de 2025.

## Premios y nominaciones
| Premiación               | Año  | Categoría        | Resultado | Ref.   |
| ------------------------ | ---- | ---------------- | --------- | ------ |
| Premios Tu Música Urbano | 2025 | Canción tropical | Nominada  | [ 20 ] |

## Video musical
El videoclip fue dirigido por la propia Cazzu y la muestra a ella en una casa de bajos recursos, preparándose para asistir a un concierto. El video inicia con ella encendiendo un radio de música para irse bañar, una vez que termina se maquilla, se viste y se dirige a la parada de colectivo, que la lleva al destino. Allí, se encuentra con una amiga, interpretada por Rocío Quiroz, que ya estaba formada en la fila y juntas ingresan al recinto del concierto, donde aparece una cantante personificada por Karina la Princesita junto a su banda, donde también aparecen Fabián Mendoza y Chili Fernández.

## Posicionamiento en las listas
| Listas (2025)                        | Mejor posición |
| ------------------------------------ | -------------- |
| Argentina (Monitor Latino)           | 2              |
| Argentina Hot 100 (Billboard)        | 1              |
| Bolivia (Monitor Latino)             | 2              |
| Bolivia Songs (Billboard)            | 1              |
| Centroamérica (Monitor Latino)       | 9              |
| Chile (Monitor Latino)               | 6              |
| Colombia Tropical (Monitor Latino)   | 17             |
| Costa Rica (Monitor Latino)          | 1              |
| Ecuador Songs (Billboard)            | 25             |
| El Salvador (ASAP EGC)               | 7              |
| El Salvador (Monitor Latino)         | 3              |
| Global 200 (Billboard)               | 76             |
| Guatemala (Monitor Latino)           | 18             |
| Hot Latin Songs (Billboard)          | 30             |
| Latin Airplay (Billboard)            | 19             |
| Latin Digital Song Sales (Billboard) | 2              |
| Latin Pop Airplay (Billboard)        | 2              |
| México Songs (Billboard)             | 24             |
| Panamá Tropical (Monitor Latino)     | 13             |
| Paraguay (Monitor Latino)            | 7              |
| Perú (Monitor Latino)                | 6              |
| Perú Songs (Billboard)               | 21             |
| Uruguay (Monitor Latino)             | 1              |

| Listas (2025) | Mejor posición |
| ------------- | -------------- |
| Uruguay (CUD) | 7              |

## Créditos y personal
Adaptados desde Genius.

### Producción
- Cazzu: voz y composición
- Nico Cotton: composición, producción musical

### Técnico
- Laureano Larsen: ingeniería de grabación
- Lewis Pickett: ingeniería de mezcla, ingeniería de masterización

## Historial de lanzamientos
| Región | Fecha               | Formato(s)                 | Sello(s) discográfico(s)              | Ref.   |
| ------ | ------------------- | -------------------------- | ------------------------------------- | ------ |
| Varios | 19 de marzo de 2025 | Descarga digital streaming | Dale Play Records Rimas Entertainment | [ 48 ] |